# Hermann Eduard Reisner
 (février 2017).
Si vous disposez d'ouvrages ou d'articles de référence ou si vous connaissez des sites web de qualité traitant du thème abordé ici, merci de compléter l'article en donnant les références utiles à sa vérifiabilité et en les liant à la section « Notes et références ».
Pour les articles homonymes, voir Reisner.
Hermann Eduard Reisner, né en 1910 à Berlin et mort en 1991 à Francfort-sur-le-Main, est un éditeur allemand et auteur d'ouvrages, revues, manuels, guides et publications pour promouvoir l'exportation d'entreprises européennes

## Biographie
En 1929 il entre dans la maison d'édition J.J. Arnd, de son oncle Ernst Reisner, à Leipzig et devient cofondateur de la revue d'exportation européenne Übersee-Post (Courrier d'outre-Mer.) publiée en plusieurs langues. Cette publication a acquis ses lettres de noblesse en devenant la revue officielle de la Foire Internationale de Leipzig. Après la Seconde Guerre mondiale, H.E. Reisner quitte Leipzig, pour Nuremberg où il refonde l'Übersee-Post avec des associes. En 1954 il vient à Francfort sur le Main, et fonde la maison d'édition H.E.Reisner KG opérant comme organisation privée sous le nom de "Made In Europe".
Dans l'Allemagne du Wirtschaftswunder (miracle économique allemand), Hermann E. Reisner est éditeur et auteur de revues et de publications d'exportation basees sur son expérience, et sa connaissance des marchés, ainsi que d'une multidude de contacts personnels dans le monde. Il voyage dans les cinq continents pour être au fait de l'évolution des marchés et pour rencontrer les meilleurs distributeurs locaux. Dès son retour, il fait part de ses observations et informe les fabricants sur les opportunités offerts par les marchési visités et les meilleures méthodes pour acquérir de nouveaux clients solidement établis.
Divers services offerts permettent aux fabricants de présenter des nouveautés, de recevoir des listes de demandes, de bénéficier d'une assistance personnelle
En quelques années, les catalogues Made In Europe devinrent leader sur le marché, tant par le nombre de fabricants européens qui y paraissaient, que par la variété des produits offerts et leur diffusion mondiale (235 marchés!). La recherche systématique de tous les opérateurs: importateurs, agents, grands magasins, chaînes de distribution, centrales d'achats, bureaux d'achats, grossistes a permis la création d'un fichier représentant la plus formidable puissance d'achat possible au monde.
La création de filiales à l'étranger et la présence à une multitude de foires inbternationales ont également participé au succès de ce concept sans équivalent
En 1989, la société a été vendue et H.E. Reisner et son fils Franklin Reisner-Sénélar, se sont retirés.

## Programme de publication (extrait)
- 1929 : Übersee-Post (Edition francaise "Courrier d'outre-Mer"). Catalogue présentant une grande variété d'équipements et produits européens)
- 1938 Afrika - Premier rapport de voyage de H.E. Reisner
- 1951 : De La Havane à La Paz par Pablo L. Harms
- 1950 : Mon domaine est le monde de Walter Winkler
- 1954 : Fondation de Made in Europe à Francfort /Main, publication des guides d'exportation :
  - Made In Europe: catalogue de produits de consommation
  - Made-in Europe-TEC: catalogue d'équipemnents et fournitures industrielles
  - Made in Europe - Meubles et Décoration Intérieure
  - Made In Europe - Produits alimentaires et boissons
  - Made in Europe Medical : équipements et fournitures médicaux)
  - Made in Europe Construction (équipements et fournitures pour le bâtiment et les T.P.)

Des suppléments nationaux :
- Buy in Italy
- Buy in Britain
- From France to the World
- Made in Spain
- Austria: Publication sponsorisée par La Chambre Fédérale de Commerce de Vienne

Des suppléments par branches :
- Cutlery & Flatware Made In Germany (coutellerie allemande)
- Housewares appliances & Hardware (assortiment "arts ménagers")
- Glassware, China & well-laid table (les arts de la table)
- Clocks, watches. jewelry & Gifts ("bijhorca")

Publications diverses :
- International Marketing Information (IMI): Lettre de conseils et opportunités
- Made In Europe Confidential (Liste des demandes recues, ventilées par pays et catégories de produits)
- Répertoire des Bureaux d'Achats en Europe des Grands distributeurs internationaux

## Auteur (extrait)
- 1950 : Dollar Drive[1]
- 1952 : Reisners en Amérique
- 1959 Reisners à Moscou
- 1961 Reisners en Asie
- 1963 Reisners au Proche-Orient
- 1964 : Reisners en Afrique
- 1965 : Reisners en Australasie
- 1965 : Reisner en R.P. de Chine
- 1969 : Reisner en Amérique du Sud[2]
- 1971 Reisners aux Indes Occidentales (Caraibes
- 1972 Reisners en Afrique de l'Ouest
- 1979 Reisners en Arabie

## Décoration
- Herman E. Reisner a été décoré de l'Ordre du Mérite Fédéral allemand.